# أمالاسونثا
أمالاسونثا (باللاتينية: Amalasuntha) أو أمالاسوينثا، هي ملكة القوط الشرقيين (ماتت 535)، وهي ابنة ثيودوريك ملك القوط الشرقيين.
زوجت في عام 515 إلى يوثاريك، وهو قوطي شرقي من أسرة أمال العريقة، التي كانت سابقا تعيش في إسبانيا. مات زوجها في أوائل سنوات زواجها، حيث ترك لها طفلين هما أتالاريك وماتاسوينثا؛ وعند موت أبيها في 526، تولى ابنها العرش وأصبحت هي وصية قائمة على ابنها، وكانت متأثرة كثيرا بالثقافة الرومانية القديمة، فمنحت لابنها تعليما رومانيا أكثر من أن يناسب أفكار رعاياها القوط. وكانت تشعر بانعدام شعبيتها فأبعدت ثلاثة من نبلاء القوط ثم حكمت عليهم بالموت بعد ذلك، فقد شكت بإثارتهم الفتنة ضد حكمها، وفي نفس الوقت فتحت المفاوضات مع الإمبراطور جوستينيان لتطرح عليه فكرة أن تنتقل هي والكنوز القوطية إلى القسطنطينية. لكن موت ابنها في عام 534 جمد العلاقات بين الطرفين.
أصبحت أمالاسونثا ملكة بعد وفاة ابنها، ورأت أنه من الضروري تقوية موقعها، فجعلت ابن عمها ثيوداهاد شريكا على عرشها (ليس زوجها كما قال المؤرخون، لأن زوجته كانت ما تزال حية). إلا أن هذا الاختيار لم يكن موفقا. فقد انحاز ثيوداهاد إلى سخط القوط على ملكتهم، فسجن أمالاسونثا على جزيرة في بحيرة بولزينا التوسكانية، إما بأوامره أو بترخيص منه، حيث قتلت في حمامها في ربيع العام 534 أو 535.
رسائل كاسيودوروس، والذي كان وزير أمالاسونثا ومستشارها الأدبي، وتواريخ بروكوبيوس ويوردانس، تعطينا المعلومات الرئيسية بالنسبة لشخصية أمالاسونثا.
كانت أمالاسونثا موضوع عدة مسرحيات تراجيدية، وأولها كانت مسرحية كتبها كارلو جولدوني في شبابه وعرضها في ميلانو عام 1733.
سمي عليها الكويكب 650 أمالاسونثا